# یانووو (شهرستان پژتسه)
یانووو (به لاتین: Janowo) یک روستا در لهستان است که در گمینا وارنگتسه واقع شده‌است.